# Jastrzębiec (przystanek kolejowy)
Jastrzębiec – zlikwidowany przystanek osobowy w nieistniejącej już dziś miejscowości Jastrzębiec (dawniej Hagershorst), w województwie zachodniopomorskim, w Polsce. Dawna nazwa przystanku Karpety została zaczerpnięta od wzniesień nazywanych Karpatami Cedyńskimi.